# Hólmar Örn Eyjólfsson
Hólmar Örn Eyjólfsson (født 6. august 1990 i Sauðárkrókur, Island), er en islandsk fodboldspiller (midterforsvarer/defensiv midtbane). Han spiller for Levski Sofia i Bulgarien.
Eyjólfsson har tidligere repræsenteret blandt andet VfL Bochum i Tyskland, norske Rosenborg og israelske Maccabi Haifa.

## Landshold
Eyjólfsson har (pr. maj 2018) spillet ni kampe og scoret ét for Islands landshold. Han debuterede for holdet 30. maj 2012 i en venskabskamp mod Sverige. Han var en del af den islandske trup til VM 2018 i Rusland.